# Acapetahua
Acapetahua là một đô thị thuộc bang Chiapas, México. Năm 2005, dân số của đô thị này là 24165 người.